# Simetria conformal
Em física teórica, a simetria conformal (ou simetria conforme) é uma simetria sob dilatação (invariância de escala) e sob as transformações especiais conformes. Em conjunto com o grupo de Poincaré esses geram o grupo de simetria conformada.

## Transformação conforme
Simetria conformal sob a especial transformação conforme com as seguintes relações.
{\displaystyle [P_{\mu },P_{\nu }]=0,}
{\displaystyle [D,K_{\mu }]=-K_{\mu },}
{\displaystyle [D,P_{\mu }]=P_{\mu },}
{\displaystyle [K_{\mu },K_{\nu }]=0,}
{\displaystyle [K_{\mu },P_{\nu }]=\eta _{\mu \nu }D-iM_{\mu \nu },}
onde {\displaystyle P} gera translações, {\displaystyle D} gera transformações de escala como um escalar e {\displaystyle K_{\mu }} gera as transformações conformes especiais como um vetor covariante sob transformações de Lorentz.